# لوئیس مارمنتینی
لوئیس مارمنتینی (اسپانیایی: Luis Marmentini‎; ۱۵ ژوئیهٔ ۱۹۲۲ – ۲۵ دسامبر ۱۹۹۶) بازیکن بسکتبال اهل شیلی بود. وی در بازی‌های المپیک تابستانی ۱۹۴۸ شرکت کرده‌است.